# Micrommata biggi
Espèce
Micrommata biggi est une espèce d'araignées aranéomorphes de la famille des Sparassidae.

## Distribution
Cette espèce se rencontre en Turquie, en Arménie, en Irak, en Iran et au Turkménistan.

## Description
Le mâle holotype mesure 6,3 mm et la femelle paratype 11,5 mm, les mâles mesurent de 6,1 à 8,2 mm et les femelles de 7,7 à 13,1 mm.

## Systématique et taxinomie
Cette espèce a été décrite par Jäger en 2023.

## Étymologie
Cette espèce est nommée en l'honneur de Biggi, l'épouse de Peter Jäger. 

## Publications originales
- Jäger, 2023 : « Revision of the huntsman spider genus Micrommata Latreille, 1804 (Sparassidae: Sparassinae). » Zootaxa, no 5352(1), p. 1-45.